# Anglia Ruskin University
L'Anglia Ruskin University (in precedenza Anglia Polytechnic University) è un'università pubblica del Regno Unito con sedi a Cambridge, Chelmsford, Londra e Peterborough.

## Storia
Nel 1858, per opera di John Ruskin, fu fondata la Cambridge School of Art, che nel 1960 divenne Cambridgeshire College of Arts and Technology (CCAT). Nel 1989 la CCAT si fuse con l'Istituto di istruzione superiore di Essex andando a formare l'Anglia Ruskin University. Nel 1992 gli fu assegnato lo status di università.

## Struttura
Presso l'Anglia Ruskin University sono in funzione cinque facoltà:
- Ashcroft international business school
- Lettere, giurisprudenza e scienze sociali
- Scienze della formazione
- Scienze della salute e assistenza sociale
- Scienze e tecnologia

La Anglia Ruskin University ha i suoi campus principali situati a Cambridge, Chelmsford e Peterborough e diverse sedi periferiche a Londra, Berlino, Maastricht, Budapest, Basilea, Groninga, Atene e Singapore.